# Igby Goes Down
Igby Goes Down er et amerikansk komediedrama fra 2002 instrueret og skrevet af Burr Steers og med Kieran Culkin i titelrollen som syttenårige Jason "Igby" Slocumb, der forsøger at frigøre sig fra sin sociopatiske overklassefamilie og finde sig selv i den verden han så inderligt hader. Igbys frygt for at udvikle sindssyge opsummeres i filmens tagline; Insanity is relative. 
Filmen blev generelt godt modtaget af anmelderne og specielt hovedrolleindehaveren Kieran Culkin blev rost for sit portræt af det som mange så som en moderne Holden Caulfield. Han blev da også nomineret til en Golden Globe Award, ligesom medspilleren Susan Sarandon. Igby Goes Down er filminstruktør Burr Steers debutfilm. Udover Kieran Culkin og Susan Sarandon, har filmen bl.a. Claire Danes, Ryan Phillippe og Jeff Goldblum på rollelisten.

## Handling
Jason "Igby" Slocumb (Kieran Culkin) er en 17-årig misantropisk dreng, der gør oprør mod sin strenge overklassefamilie. Hans skizofrene far (Bill Pullman) er blevet indlagt på en psykiatrisk institution og Igby frygter at han med tiden vil få et mentalt sammenbrud som sin far og ende på samme måde. Ladt tilbage er han med sin egoistiske sociopatiske mor (Susan Sarandon) og snobbede ambitiøse storebror Ollie (Ryan Phillippe), som Igby selv beskriver som fascist.
Igby flygter fra et militærakademi som han har været tvunget ind i fordi han er dumpet fra en lang række kostskoler. Han tager til New York City og får arbejde hos sin gudfar D.H. (Jeff Goldblum), som han hurtigt kommer i problemer med da han indleder et forhold til dennes heroinafhængige elskerinde (Amanda Peet). Han flygter ind i Manhattans bohemeverden af mærkelige karakterer og møder bl.a. Sookie (Claire Danes), som han forelsker sig i, denne vælger dog hans bror Ollie i stedet. I lang tid lever Igby i denne underverden uden kontakt til familien og arbejder som narkokurer en overgang.
Igby bliver efter et stykke tid informeret af D.H. om, at hans mor Mimi er ved at dø af kræft og Igby vender således hjem for at se hende. Hun har arrangeret at begå selvmord med assistance fra Ollie, som bedøver og kvæler hende med en plastikpose. Før hun dør afslører hun overfor Igby at D.H. er hans virkelige far. Filmen slutter med at Igby rejser til Californien efter et besøg hos sin "far" på institutionen.

## Medvirkende
Castingen blev foretaget af Richard Hicks og Ronnie Yeskel.
| Skuespiller    | Rolle                     |
| -------------- | ------------------------- |
| Kieran Culkin  | Jason "Igby" Slocumb, Jr. |
| Claire Danes   | Sookie Sapperstein        |
| Jeff Goldblum  | D.H. Banes                |
| Bill Pullman   | Jason Slocumb, Sr.        |
| Susan Sarandon | Mimi Slocumb              |
| Ryan Phillippe | Oliver "Ollie" Slocumb    |
| Jared Harris   | Russel                    |
| Amanda Peet    | Rachel                    |
| Rory Culkin    | Igby som 10-årig          |
| Celia Weston   | Bunny, Mrs. D.H. Banes    |
| Cynthia Nixon  | "Mrs. Piggee"             |
| Gore Vidal     | katolsk præst             |

## Produktion
Oprindeligt var det filminstruktør Burr Steers hensigt at skrive en roman, men udviklede i stedet sin ide til et filmmanuskript, måske fordi historien som roman ville have mindet for meget om Griberen i rugen. 
Filmen blev optaget i New York City, bl.a. i SoHo, Central Park og endelig i Washington Square Park i Greenwich Village. Netop i New York er dér hvor også størstedelen af handlingen i filmen finder sted. Burr Steers onkel, forfatter Gore Vidal, har en mindre cameo-rolle som en katolsk præst i filmen.

## Modtagelse
Igby Goes Down blev modtaget ganske godt af anmelderne, hvoraf mange sammenlignede den med den ufilmatiserede roman Griberen i rugen af J.D. Salinger. Den anerkendte amerikanske filmkritiker Roger Ebert gav filmen en positiv anmeldelse og tre en halv stjerne ud af fire og sagde bl.a. om filmen: "... an inspired example of the story in which the adolescent hero discovers that the world sucks, people are phonies, and sex is a consolation". På Rotten Tomatoes er konsensus blandt de mange anmeldelser: "In the vein of The Catcher in the Rye, Igby Goes Down is scathingly witty and sharply observant" og friskhedsgraden er 76%, mens den på Metacritic er 72%. 
På trods af de positive anmeldelser blev filmen dog ikke nogen kommerciel succes og indbragte kun $6,919,198 mio. med et budget på $9 mio.
Filmens frie tilgang til emner som seksualitet, sprogbrug og stoffer gjorde at The Motion Picture Association of America (MPAA) gav Igby Goes Down en såkaldt R-rating: "... for language, sexuality and drug content". Den anden værste rating en film kan få i USA.

### Priser og nomineringer
- Golden Globe Award (2003)
  - Best Performance by an Actor in a Motion Picture – Musical or Comedy (Kieran Culkin), nomineret
  - Best Performance by an Actress in a Supporting Role in a Motion Picture (Susan Sarandon), nomineret

- Critics Choice Award (2003)
  - Best Young Actor/Actress (Kieran Culkin), vandt

- Independent Spirit Award (2003)
  - Best First Screenplay (Burr Steers), nomineret

- MTV Movie Award (2003)
  - Breakthrough Male Performance (Kieran Culkin), nomineret

- Golden Satellite Award (2003)
  - Best Performance by an Actor in a Motion Picture, Comedy or Musical (Kieran Culkin), vandt
  - Best Motion Picture, Comedy or Musical (Igby Goes Down), nomineret
  - Best Screenplay, Original (Burr Steers), nomineret

- Comedy Film Honor (2003)
  - Best First Time Director (Burr Steers), vandt

## Soundtrack
Soundtracket blev udsendt 25. februar 2003 af Spun Records.
1. "The Weight" – fremført af Travis, skrevet af Robbie Robertson
2. "Not You" – Alvarez
3. "Don't Panic" – Coldplay
4. "Everybody's Stalking" – Badly Drawn Boy
5. "Bohemian Like You" – The Dandy Warhols
6. "Anyway" – Jelly Planet
7. "Frozen Tears" – G. Mittermeier
8. "Youth is Wasted on the Young" – Krause
9. "Broken Up a Ding Dong" – Beta Band
10. "Boys Better" – The Dandy Warhols
11. "Insanity is Relative" (suite)
12. "Love and Remembrance" (suite)
13. "Igby Goes Down" (hovedtema)